# 特拉什杜博魯
41°43′N 8°18′W / 41.717°N 8.300°W
特拉什杜博魯（葡萄牙語：Terras de Bouro），是葡萄牙的城鎮，位於該國北部，由布拉加區負責管轄，始建於1514年，面積277.46平方公里，2011年人口7,253，人口密度每平方公里26人。